# Podlesie (powiat starogardzki)
Podlesie – osada kociewska w Polsce położona w województwie pomorskim, w powiecie starogardzkim, na obszarze gminy miejsko-wiejskiej Czarna Woda w kompleksie leśnym Borów Tucholskich. W latach 1975–1998 miejscowość znajdowała się w granicach województwa gdańskiego.
30 grudnia 1994 osada została przyłączona do gminy o statusie miasta Czarna Woda poprzez wyłączenie jej z gminy Kaliska.
Podlesie wraz z wsiami Lubiki i Lubiki Małe oraz przysiółkiem Kamionna tworzą sołectwo Lubiki. Według danych ze spisu powszechnego w 2002 roku miejscowość była zamieszkiwana przez 14 osób.

Teren nabrał gospodarczego znaczenia po wybudowaniu w drugiej połowie XIX w. Wielkiego Kanału Wdy, który służył do stworzenia i nawadniania kompleksu ok. 700 ha łąk. Inwestycja realizowana była głównie siłami jeńców francuskich z wojny francusko-pruskiej oraz miejscowej ludności, pod nadzorem pruskich geodetów kształconych w Czerskiej Szkole Geodetów. Na obszarze ok. 700 ha piasków i nieużytków powstały rowy, kanały, akwedukty, tamy, śluzy, zastawki. Cały obiekt stanowi niezwykły i unikatowy przykład budowli hydrotechnicznych. Zabudowania obecnej osady Podlesie, stanowiły gospodarczą siedzibę służb dozorujących stan łąk i rowów.